# Anthicus ophthalmicus
Anthicus ophthalmicus là một loài bọ cánh cứng trong họ Anthicidae. Loài này được von Rottenberg miêu tả khoa học năm 1870.